# Yttre Hummelsgöl
Yttre Hummelsgöl är en sjö i Nybro kommun i Småland och ingår i Alsteråns huvudavrinningsområde. Sjön har en area på 0,0953 kvadratkilometer och ligger 94 meter över havet.

## Delavrinningsområde
Yttre Hummelsgöl ingår i det delavrinningsområde (632406-150939) som SMHI kallar för Utloppet av Bjärssjön. Medelhöjden är 104 meter över havet och ytan är 7,85 kvadratkilometer. Räknas de 14 avrinningsområdena uppströms in blir den ackumulerade arean 383,7 kvadratkilometer. Badebodaån som avvattnar avrinningsområdet har biflödesordning 2, vilket innebär att vattnet flödar genom totalt 2 vattendrag innan det når havet efter 57 kilometer. Avrinningsområdet består mestadels av skog (84 %). Avrinningsområdet har 0,92 kvadratkilometer vattenytor vilket ger det en sjöprocent på 11,7 %.